# 士麥那大火
士麥那大火（英語：Burning of Smyrna）(希臘語: Καταστροφή της Σμύρνης,; 土耳其語: 1922 İzmir Yangını, ; 亞美尼亞語: Զմիւռնիոյ Մեծ Հրդեհ, Zmyuṙnio Mets Hrdeh)。
這場大火是在第二次希土戰爭期間，在1922年9月9日土耳其軍隊占領了自1919年5月15日被希臘控制的港口城市——士麥那（今土耳其境内伊兹密爾）之後，於9月13日至9月22日發生的一場由土耳其軍隊縱火而釀成的毀滅性火災。死於這場火災的希臘人和亞美尼亞人估計從10,000人至125,000不等，土耳其軍隊其目的在於徹底鏟除該市的基督教居民社區以及他們的文化，因爲在這場大火中，只有穆斯林區域和猶太人區域幸免遇難。在縱火之前，居住在當地的希臘人和亞美尼亞人就開始遭到土耳其軍隊和民間武裝的襲擊，財產遭到搶劫，許多婦女被强奸，大火撲滅之後，數萬名希臘和亞美尼亞青壯年男人又被土耳其軍隊驅趕到土耳其内地的安納托利亞地區服勞役，很多人死於惡劣的條件之下或遭到殺害。作爲當時的外界目擊證人，將所見所聞發表在當時的《每日電訊報》上。
時任英國殖民地事務大臣的溫斯頓·丘吉爾在收到的一封報告信件之後，將其稱爲“地獄狂歡”，他表示“對於一場精心策劃、有條不紊地執行暴行來説，士麥那在人類犯罪史上幾乎找不到相似的地方（For a deliberately planned and methodically executed atrocity, Smyrna must……find few parallels in history of human crime.）”。希臘作家迪米特里斯·彭措普洛斯（Dimitris Pentzopoulos）論述道："毫不誇張地說，1922年是希臘現代史上最災難性的一年”。這個事件被認爲是歷史上最嚴重的人爲縱火和殺戮平民的暴力事件，並被視爲種族滅絕和戰爭罪，它也是希臘和土耳其之間長期以來關係持續緊張的一個原因。

## 事件前的人口比例
根據1906年至1907年期間奧斯曼帝國的人口普查，定居在伊兹密爾桑賈克（包括中央桑賈克在内的13個卡扎），穆斯林人口為341,436人、希臘東正教徒人口為193,280人、亞美尼亞基督教教徒為12,273人、猶太人為24,633人、其他外國人為55,952人。1914年更新之後的人口統計為：穆斯林人口100,356人、希臘東正教人口73,673人、亞美尼亞基督教人口10,061人、亞美尼亞天主教人口813人、猶太人口24,069人。
一戰期間，作爲同盟國的奧斯曼帝國與協約國處於交戰狀態，1919年5月15日，兩萬名希臘軍隊在法國和英國海軍的支持配合之下，占領了士麥那。在1919年至1922年希臘軍隊掌控士麥那期間，當時的居民人口比例結構，按照紐約大學從事研究希臘文明的歷史系教授凱瑟琳·伊麗莎白·弗萊明（Katherine Elizabeth Flemming）的觀點，士麥那的希臘人口有15萬人，略低於整個城市人口的一半，這還不包括亞美尼亞人和其他基督徒人口。
另外，美國駐當地的外交官員對當地的人口比例也有自己的看法。据當時駐奧斯曼帝國大使亨利·摩根索（Henry Morgenthau）稱，士麥那人口一半以上是希臘人。士麥那美國總領事喬治·霍頓寫道：事件爆發前，士麥那人口為40萬人、作爲當地居民，土耳其人16.5萬人、希臘人15萬人、猶太人2.5萬人、亞美尼亞人2.5萬人，在外國人當中，意大利人10,000人、法國人3,000人、英國人2,000人、美國人300人。而希臘人和亞美尼亞人大都為基督教徒。可以説當時它是一個多元文化的國際化城市。

## 事件經過

### 土耳其軍隊入城
第二次希土戰爭爆發三年後，隨著希臘軍隊在戰場的節節失利，1922年9月8日希臘守軍撤離了士麥那，土耳其軍隊於當天占領了該城。土耳其軍隊入城後第二天的9月9日，土耳其軍隊便開始襲擊當地的希臘和亞美尼亞居民，洗劫他們的商店，强行將亞美尼亞男人和女人分開，並對後者實施性强暴。希臘東正教大主教克里索斯托莫斯（Chrysostomos Kalafatis）在法國士兵眼前被土耳士兵折磨致死，當法國士兵試圖制止土耳其士兵的暴行時，卻遭到了土耳其高級軍官的阻攔。當時至少有21艘協約國軍艦停泊在士麥那港灣，惶恐不安的希臘人和亞美尼亞人把一綫希望寄托在這些協約國的海軍，希望他們能保護士麥那的基督教社區的居民。但是這些國家的水兵和海軍陸戰隊被命令除了保護本國僑民和當地的本國外交領事館以外，不得介入土耳其人和當地基督教教徒之間的衝突。
於是，人們開始四處尋求避難之處。儘管美國人和其他國家人們的社區和教會被告知不得接受當地難民，但是還是有人出面接受了尋求避難的難民。當時，在停泊在士麥那的一艘荷蘭軍艦上的軍官在報告中寫道：土耳其軍隊入城之後，放火燒毀了一家有希臘人入住的旅店，並在旅店門口架起了機槍向外逃的人群開槍。
受害人除了當地的希臘人和亞美尼亞人之外，還包括一些在當地的外國人。荷蘭商人奥斯卡·德·容（Oscar de Jongh）和他的妻子爲了保護希臘僕人而被土耳其軍人殺害，其他家人逃往馬耳他，他的弟弟留下來埋葬了夫婦二人 ，同樣，一位退休在家的英國醫生也因爲試圖阻止土耳其軍人强暴他的希臘女僕被土耳其軍人殺害 
。此外，居住在布爾納巴特（Bournabat）和布德賈（Boudja）的外國人居民區也遭到了炮火襲擊 。
當時在士麥那街頭巡邏的英國軍人這樣描述：
在（土耳其軍隊進入後）最初的36小時之内，外國人的商店當時尚未遭受洗劫，但亞美尼亞社區的商店和集市遭到了系統性的劫掠，亞美尼亞人開的商店幾乎被洗劫一空。我走过集市，發現除了土耳其士兵劫掠之外，平民男子、婦女和孩童也參與其中，甚至還有其他國家的人也趁火打劫。人們都在搶奪他們能拿走的所有東西。馬車和驢子上裝滿了一捆捆布匹，土耳其士兵滿載著成捆的鞋子、襯衫的其他五顔六色的物品…… 。

#### 縱火
9月13日，土耳其軍隊針對希臘人、亞美尼亞人的基督徒居民社區開始縱火，這場大火始於該市的亞美尼亞人居住區（現在名稱：伊兹密爾市貝斯曼區），由於颳風因素以及消防隊的滅火行動無法正常進行，致使大火不斷蔓延。英國歷史作家賈爾斯·米爾頓在他那本《失去的樂園——1922年的士麥那》（Paradise Lost: Smyrna, 1922）中寫道：
美國女子學院院長米妮·米爾斯（Minnie Mills）小姐是最先發現火災火灾的人之一。她剛吃完午飯，就發現近鄰的一棟建築物正在燃燒。她站起來仔細一看，被眼前的景象驚呆了。“我親眼看到一個土耳其軍官提著一小罐燃油走進房内，幾分鐘之後房子就陷入火海。”在校園裏，目睹此景的不止她一個人，其他老師和學生們也看到了一些身著土耳其軍裝的軍人甚至是軍官手執纏著布條的長棍，將其蘸入裝有燃油的罐裏點燃之後，將其伸進房子裏，房子很快燒着了。

除此之外，美國紅十字會克拉夫林·戴維斯（Claflin Davis）也目睹了土耳其人縱火焚燒房屋的情景，當他質問土耳其士兵爲何這樣做，土耳其士兵若無其事地回答：我們是奉命行事。儘管市消防隊竭力撲滅火災，但土耳其軍隊到處縱火，令消防隊無法應付。火勢的不斷蔓延，迫使更多的人群紛紛逃往碼頭。後來，參與滅火的兩位消防隊員Tchorbadjis和 Emmanuel Katsaros提供的證詞，指證了他們所目睹土耳其軍人的縱火實情。
著名的希臘船王亞里士多德·奧納西斯出生於士麥那，他是這次大劫難的幸存者，在這場大劫難中，奧納西斯家族失去了大量財產，這些財產要麽遭到土耳其人的洗劫，要麽爲了確保生命安全不得不賄賂土耳其人。他的父親一度被土耳其軍隊扣押，他不得不想方設法救出了他的父親，作爲難民，後來奧納西斯舉家逃往希臘。但是，家族當中很多人在此期間未能幸免，他的三個叔叔相繼遇難，他的一個姨媽和她的丈夫以及女兒被土耳其士兵放火燒死在推雅推喇的一座教堂裏，當時有大約500多基督徒市民躲避在那裏。
這場大火也給當地的歐美各國商業公司造成了慘重的經濟損失。幾家美國公司的股票被焚毀，損失金額大約超過500萬美金，幾家英國商行被毀，經濟損失達大概6000萬美元。這其中還包括了“美國近東基金會”提供用於救濟難民的大批麵粉也被焚毀於大火之中，這使得當地嚴峻的食品供應更是雪上加霜 。

### 營救難民方面
從事研究東歐近現代史的美國斯坦福大學歷史教授諾曼·奈馬克在他的《仇恨之火》（Fires of Hatred）一書中引用了當時在士麥那的英國軍人的描述：
回到街上，我發現大火引發的踩踏事件才剛剛開始。所有在大街上四散逃亡或者藏匿在教堂和其他機構中的難民們都紛紛湧向海邊。這些湧動的人潮放棄了被大火吞噬的家園……此時天色已黑。碼頭上已經擠滿了數以萬計、驚恐萬狀的難民，他們漫無目的地在海關大樓和碼頭之間來回奔跑，新來的難民仍源源不斷地湧入，海邊幾乎充滿了熙熙攘攘的人群和各式各樣的行李。……英國中尉A.S.Merrill描述了9月14日上午碼頭上難民的場景，他寫道：‘整個上午都能看到士麥那燃燒的大火。我们在黎明前一小時抵達碼頭時，現場的景象簡直難於形容，整座城市火光冲天，碼頭亮如白昼，成千上万無家可歸的難民們人頭攢動。人們驚慌失措接近於瘋狂地步。婦女和兒童撕心裂肺的哭喊聲慘不忍睹。有人不顧一切跳入水中，有人甚至跳到船艦上。如果船艦靠岸，後果將不堪設想，有几艘船艦試圖靠岸，但立即遭到大喊大叫的船員粗暴阻止……逃離火災現場跑到碼頭上的人們試圖拼命地接近船艦，而身處火災高溫現場的難民只能從海上逃離。幸運的是有海風的吹拂，碼頭的墻壁不至於將這些不幸的人們活活烤死，但是200碼以外的船上的人一定能感覺到巨大的熱浪。更混亂的是，這些難民的行囊（主要是毛毯和衣服）也着火了，整條街都形成了一連串的篝火'。

在這之後，土耳其軍隊封鎖了碼頭，以阻止希臘人和亞美尼亞人逃離。在碼頭上，土耳其士兵和民間武裝不時搶劫和毆打希臘難民並逮捕敢於反抗的人。來自美國的基督教青年會（YMCA）和基督教女青年會（YWCA）的工作人員試圖組織救援卻遭到了土耳其士兵的搶劫和射擊，儘管英國和美國的水兵也試圖努力維持秩序，以保護希臘人和亞美尼亞人免受土耳其人的追殺，但收效甚。
爲此，許多絕望的難民背著行囊投海自殺。根據目擊者稱，驚慌失措的難民跳入水中，他們驚叫聲數英里之外都可聽到。到了9月22日，大火被完全撲滅，但土耳其人針對希臘和亞美尼亞難民的零星暴力事件仍不斷發生，青壯年的亞美尼亞男人幾乎都遭到追殺，參與暴力襲擊的土耳其人不僅是軍人，民間武裝甚至是12歲-15歲的土耳其少年也參與了其行動。
當時士麥那港口停泊著許多來自協約國的艦船，但絕大多數艦船以中立爲由，拒絕難民登船，根據《紐約時報》1922年9月18日的報道：停泊在士麥那港的船隻中僅有六艘貨船運送逃離難民，其中一艘是美國船，一艘是日本船，兩艘是法國船，兩艘是意大利船。但在這六艘貨船當中，來自法國和意大利的四艘貨船卻只接受持有他國護照的人，不接受當地難民，只有美國和日本的貨船不檢查登船人們的證件，接受了所有的難民，其中，日本貨船“東慶丸”（Tokei Maru）搭救了825名希臘和亞美尼亞的難民，並把他們帶到希臘的比雷埃夫斯港。
作爲希臘方面，由於1922年9月11日希臘國内爆發革命，希臘的大部分軍隊都集中在希俄斯島和萊斯沃斯島，忙於計劃推翻雅典保皇黨政府，因此希臘軍方無法及時全力救助該市的難民。
到了9月24日，面對著益發嚴峻的難民問題，於是美國領事館總領事喬治·霍頓和美國軍艦艦長不再理會嚴守中立的命令，他們配合當地基督教青年會（YMCA）的美國人道主義者阿薩·詹寧斯組織的希臘救援船隊，爲其提供美國軍艦的保護，使得救援隊進入港口接運難民，另外英國海軍也為接送難民提供了協助。在這之後的10個月之内，經過阿薩·詹寧斯和各方面的努力，大約有120萬難民被轉移到安全地區 。雖然土耳其軍方最終允許接運難民，但只允許國際救援隊接運婦孺老弱，17歲至45歲的青壯年男人被土耳其人扣留並被送往土耳其内地當作奴工，很多人死於非命，因而造成許多希臘人和亞美尼亞人家庭的支離破碎。

#### 希臘方面紀念阿薩·詹寧斯
爲了表彰和紀念基督教青年會（YMCA）的阿薩·詹寧斯在1922-1923年期間對士麥那以及其他地區的許多希臘難民施展的人道救援活動，2016年2月14日希臘沃洛斯市特意為他樹立了一座紀念碑，阿薩·詹寧斯（1933年去世）是希臘歷史上功勛最高的人。詹寧斯的孫子羅傑·詹寧斯（Roger L. Jennings）代表他祖父出席了揭幕儀式，德米特里阿斯大主教伊格納修斯（Ignatios）和數百名希臘人也一道出席了揭幕儀式 。

#### 關於“東慶丸”救助難民的軼事
由於當時的日本政府在希臘與土耳其之間宣佈中立，對日本貨輪“東慶丸”救助難民之事日本官方有意進行淡化，因此這個軼事長期以來不爲人們所知。但是被救助的難民們將這段經歷傳述給了他們的後代，後代們都知道有一艘名爲“Tokei Maru”的日本貨船，船長拒絕將所搭載的難民交給追趕過來的土耳其軍人，因而拯救了他們祖父輩的生命。從2007年開始，作爲專門從事研究希臘文化歷史的日本東洋大學文史系教授村田奈奈子 著手調查此事，經過她的長期不斷努力挖掘，這個被埋沒的歷史故事逐漸浮出了水面。2016年，一些難民的後代訪問了日本駐雅典大使館，對當年日本船長向他們祖父輩們伸出了救援之手而向日本表達了感謝之情。
2017年，希臘動漫導演扎赫斯·薩莫拉達斯（Zachos Samoladas）以這個故事為素材，製作了動漫影片《Tokei Maru》 。2022年9月23日，在士麥那大火百周年之際，日本駐雅典大使館與“希臘貝納基博物館”、“小亞細亞研究中心”三方共同舉辦了主題爲“日本輪船‘東慶丸’遠航士麥那百周年紀念”（TOKEI MARU 1922-2022: Commemorating 100 Years since a Japanese Ship's Voyage to Smyrna）的演講會，演講會期間播放了這部時長20分鐘的動漫影片。

## 受害者人數
關於這次事件的受害者人數，歷史學界沒有達成一致的意見，統計數字衆説不一。

### 死亡人數
最高估計數字為：有125,000希臘人和亞美尼亞人在這次事件中喪生。專門從事研究這次事件的美國歷史學家諾曼·奈馬克（Norman Naimark）給出的死亡人數為10,000-15,000人，英國歷史學家理查德·克羅格（Richard Clogg）給出的數字為30,000人，美國夏威夷大學政治學教授魯道夫·拉梅爾給出的死亡數字是100,000人。

### 難民人數
一些當時的報刊報道稱，城市遭到焚毀之後，美國紅十字援助的士麥那以及周邊的希臘和亞美尼亞難民有40萬人，美國歷史學家馬修·斯圖爾特在他的It Was All a Pleasant Business: The Historical Context of "On the Quai at Smyrna"一書中寫道：25萬難民都是非土耳其人。諾曼·奈馬克（Norman Naimark）給出的希臘撤離的難民人數為15萬至20萬人，美國作家、戲劇評論家以及犯罪學家愛德華·赫爾·比爾斯塔特（Edward Hale Bierstadt)在他的“The Great Betrayal”一書中稱：希臘和亞美尼亞難民至少有5萬人。

### 被驅趕人數
關於被驅趕到安納托利亞内地的難民以及因此而死亡的人數也是説法不一。諾曼·奈馬克（Norman Naimark）寫道，有3萬希臘人和亞美尼亞男人被驅逐到那裏，其中大部分死於惡劣條件之下。巴爾幹問題專家、塞爾維亞歷史學者迪米特里耶·喬爾杰維奇（Dimitrije Đorđević）認爲被驅逐者的人數達到2.5萬人，在集中營死亡的人數為1萬人。

## 土耳其方面的態度

### 當時的土耳其官方態度

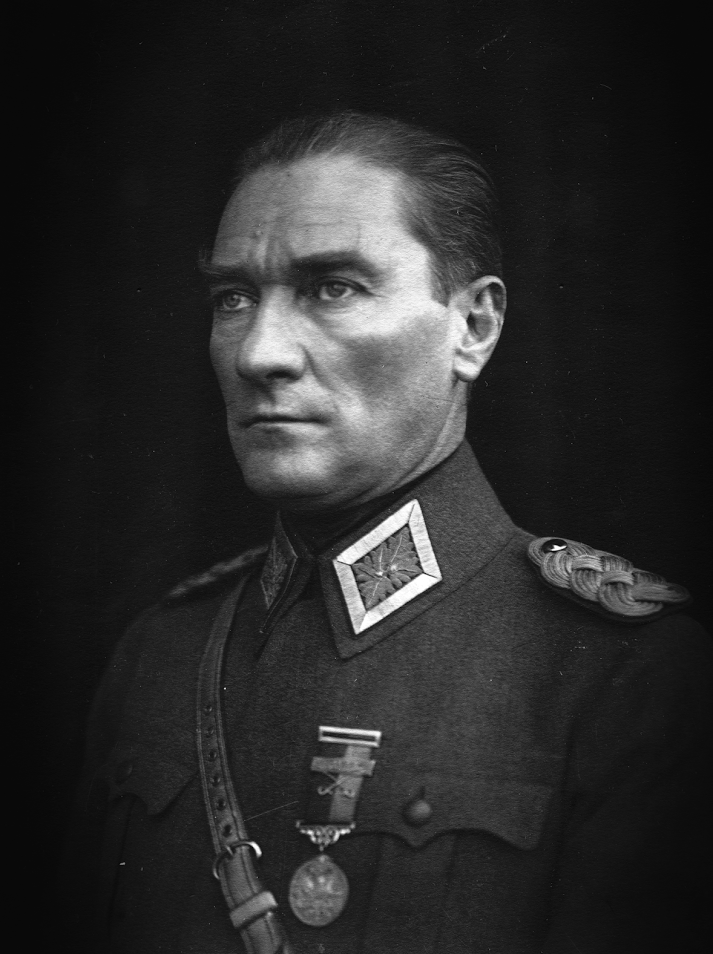
凱末爾將軍

事件發生之後，當時作爲土耳其軍隊最高統帥的凱末爾將軍，於9月17日通過當時的外交部長尤素福·凱末爾發出了如下電報，表達了土耳其方面對該事件的官方立場，對土耳其軍隊縱火和屠殺希臘和亞美尼亞平民的國際指責予以否認。

請慎重轉達，重要且緊急。以下是我與今天啓程前往伊斯坦布爾的杜梅米爾上將一起給哈米德·貝的指示。1、有必要就伊兹密爾的火災發表意見，供今後參考。我軍進入伊兹密爾之前已經采取了一切必要措施保護該城市免遭意外。然而，希臘人和亞美尼亞人按照他們實現安排好的計劃，決定摧毀伊兹密爾。据穆斯林所聼到的主教克里索斯托莫斯在教堂的演講，將焚毀伊兹密爾定爲一項宗教義務。伊兹密爾的大火就是由這個組織所爲。根據許多文件和目擊者佐證，我方軍人全力撲滅了大火。那些認爲是我方軍人縱火的人可以去與伊兹密爾親眼看看。不過，像這樣的調差工作，官方調查是不可能的。目前，在伊兹密爾的各國報社記者已經在做這件事，基督徒得到了良好的對待，難民也被送回到他們的住處……

### 當今的土耳其政府以及持官方立場的學者態度
直至今天，土耳其官方以當時凱末爾的這份電報以及歐美國家的某些報刊報道爲依據，依然拒絕承認這場大火的歷史責任，並一直堅稱這場火災是由於希臘人和亞美尼亞人不想把自己的房屋財產留給土耳其人，自己主動實施的“焦土對策”而造成的，並否認土耳其軍隊屠殺希臘、亞美尼亞平民。當時的《費加羅報》以“士麥那大火希臘人難辤其咎”爲標題，（Les Grecs en seraient responsables）和《紐約時報》以“難民告訴人們士麥那大火是爲了不讓土耳其人獲得他們的財產”（Refugese Tell of Smyrna Being Fired to Prevent Turiks Getting Property）為内容進行了報道（右圖）。
但是關於這場大火，國際方面所出版的各種研究報道都以事件幸存者以及派往那裏的協約國軍人、各國外交官、救援人員以及當地土耳其人自身的親生經歷為依據，得出了共同的結論，那就是土耳其軍隊有計劃地焚毀了這座城市，並殺害了大量當地的希臘和亞美尼亞的基督徒居民。雖然也有少數報告稱，土耳其軍隊表現良好，幫助老年婦女和維持秩序，但是描述土耳其軍隊的搶劫和暴力的報告遠遠多於對土耳其方面的正面報告。
針對國際主流觀點對土耳其的指責，1982年在美國設立，並得到土耳其政府資助的“土耳其研究所”（Institute of Turkish Studies）當中的成員，土耳其出身的美國普林斯頓大學和土耳其巴赫塞希爾大學的教授希斯·W·洛瑞和路易斯維爾大學歷史教授賈斯丁·麥卡錫否認這種指責，並為土耳其官方立場辯護，爲此，他們兩個人的觀點遭到了有關方面的廣氾抨擊，其中2013年11月計劃在澳大利亞舉辦的由賈斯丁·麥卡錫主講的兩場學術會議也因此被取消，而“土耳其研究所”（Institute of Turkish Studies）的這個學術機構也因土耳其政府後來中斷了經費資助而於2015年解散。

### 部分不同於官方立場的土耳其學者態度
雖然土耳其官方一直否認對士麥那大火的責任，但是也有一些土耳其學者的觀點與官方立場相異，當時的作家和記者法利赫·勒夫基·阿塔伊和現在的土耳其海峽大學社會學教授比雷·科洛奥盧·克勒勒（Biray Kolluoğlu Kırlı）都認爲土耳其民族主義勢力應當對1922年士麥那的那次毀滅性災難負責，作爲人類、社會和歷史學家在土耳其薩班哲大學執教的蕾拉·涅伊齊教授在她的那部《記住士麥那/伊兹密爾——共同的歷史、共同的創傷》（Remembering Smyrna/Izmir: Shared History, Shared Trauma）一書中承認了當時的土耳其軍隊對亞美尼亞人和希臘人實施的是種族滅絕政策。

## 戰爭之後
第二次希土戰爭結束之後，新成立的土耳其共和國廢除了1920年奧斯曼帝國與協約國簽訂的《塞夫爾條約》，并經過與協約國相關國家的重新談判，於1923年簽訂了《洛桑條約》，將士麥重新劃入到了土耳其領土。
這場大火之後，該城市宗教信仰的人口比例結構發生了很大變化，根據1927年土耳其官方進行的人口普查，該市總人口為184,254人，其中162,144人為穆斯林，其人口比例上昇爲88%，非穆斯林人口僅為22,110人，在人口比例中下降為11.9%。
這場大火使得整個城市基礎設施遭到了嚴重破壞，希臘人社區、亞美尼亞人社區遭到了摧毀，市中心區不得不進行重建。約有40公頃的火災區如今成了名爲大型的“庫爾圖公園”（Kültürpark），它是土耳其最大的露天展覽中心，其中包括伊兹密爾國際博覽會等。

## 相關文學作品
士麥那大火事件發生之後，時年23歲的《多倫多星報》駐歐洲的年輕記者海明威在君士坦丁堡、色雷斯等地采訪了許多逃離士麥那的難民，海明威根據難民們對事件的描述為素材，於1930年發表了短篇小説《在士麥那的碼頭上》（On the Quai at Smyrna）
。

## 視頻資料
- 無聲紀錄影片 （页面存档备份，存于）
- The Great Fire of Smyrna: Greek & Armenian pogroms, Turkey, 13-17 Sep 1922
- 1922 The Destruction of Smyrna